# Shithouse
Pour plus de détails, voir Fiche technique et Distribution.
Shithouse est un film américain réalisé par Cooper Raiff, sorti en 2020.

## Fiche technique
- Titre : Shithouse
- Réalisation et scénario : Cooper Raiff
- Musique : Jack Kraus
- Pays d'origine : États-Unis
- Format : Couleurs - 1,85:1
- Genre : comédie dramatique
- Durée : 100 minutes
- Date de sortie : 2020

## Distribution
- Cooper Raiff : Alex Malmquist
- Dylan Gelula : Maggie Hill
- Amy Landecker : Mom
- Logan Miller : Sam
- Olivia Scott Welch (en) : Jess
- Abby Quinn : Georgia
- Joy Sunday : Sophia